# Coloana „Bătălia de la Cahul 1770”
Coloana „Bătălia de la Cahul 1770” este o sculptură amplasată în extravilanul orașului Vulcănești, Găgăuzia, Republica Moldova. Este un monument istoric și de artă de importanță națională inclus în Registrul monumentelor Republicii Moldova ocrotite de stat cu nr. 380 (raionul Vulcănești), cât și un monument de for public (cod GE-A-mc-002). Datează din 1849.